# 馬拉簡拿運動場
馬拉卡納運動場（葡萄牙語：Estádio do Maracanã；或稱馬拉卡納球場），正式名稱為小馬里奧記者運動場（葡萄牙語：Estádio Jornalista Mário Filho），是位於巴西里約熱內盧市的一座多功能運動場，可容納20多萬名觀眾。該運動場是為1950年世界盃足球賽而興建，並曾作為1950年世界盃決賽舉行場地，也為2013年洲際國家盃及2014年世界盃比賽場館，是歷來第二個舉辦兩屆世界盃決賽的球場；以及2007年泛美運動會比賽場館，2016年里約熱內盧奧運開閉幕禮以及足球比賽場館，同時亦是里約奧運的主場館。
由於馬拉卡納球場不設跑步徑，所以里約奧運的田徑賽事將會在阿维兰热奥林匹克体育场舉行，亦是奧運史上首次不在主場館舉行田徑賽事。

## 歷史

在1950年世界杯前開幕的馬拉卡納體育場比賽。

巴西成功申辦1950年世界盃足球賽後，開始興建一個新場館以作為世界盃的比賽場地。菲得曼（Miguel Feldman）、拉姆士（Waldir Ramos）等七名巴西建築師為運動場進行設計。馬拉卡納運動場於1948年8月2日奠基及開始動工。經過不足兩年的興建時間，馬拉卡納運動場在1950年6月16日（即1950年6月24日第一場比賽前8日）開幕啟用。
馬拉卡納運動場在1950年6月16日啟用，但運動場仍然未完成興建；因此當時缺乏洗手間及傳媒等設施。雖然如此，運動場可以容納約20萬個觀眾，成為当时全球最大的運動場。儘管巴西當局未能完成馬拉卡納運動場的建設工作，但國際足協批准於1950年6月24日進行的當年世界盃第一場賽事在馬拉卡納運動場進行，但賽事只有8萬1千名觀眾；賽事結果由東道主的巴西隊以4:1擊敗墨西哥隊。最終，主辦國巴西隊在1950年7月16日的決賽圈最後一場賽事中以1:2不敵烏拉圭隊而屈居亞軍，失望的巴西球迷因而稱此賽事為「馬拉簡拿之痛（Maracanaço）」；而這場賽事中，官方表示有199,854人觀眾。到2021年美洲國家盃決賽再次在当地举办，不敌宿敌阿根廷国家足球队屈居亚军，再一次燃起这伤痛 。
馬拉卡納運動場終於在1965年（即開幕啟用後17年）完全完成興建。1966年9月，巴西新聞工作者、專欄作家小马里奥·罗德里格斯（Mário Rodrigues Filho）離世，馬拉卡納運動場冠名為小马里奥運動場以作紀念。1969年，「球王」比利在運動場代表山度士憑一記十二碼射入他個人第一千個入球。
1992年7月19日，馬拉卡納運動場發生倒塌意外，意外導致3人死亡，超過50人受傷。馬拉卡納運動場是為2007年泛美運動會開、閉幕以及比賽場館外，也是2013年洲際國家盃及2014年世界盃比賽場館、里約熱內盧奧運開幕典禮以及足球比賽場館。
為迎接2014年世界盃及2016年夏季奧運会，馬拉卡納運動場於2010年3月開始進行重修工程，到8月全面關閉，在整座5層建築物上加上頂蓋，耗資高達1億7,500萬英鎊，同時容量由87,000縮減82,000以符合國際足協的建議，預計於2012年12月重開。

## 画廊

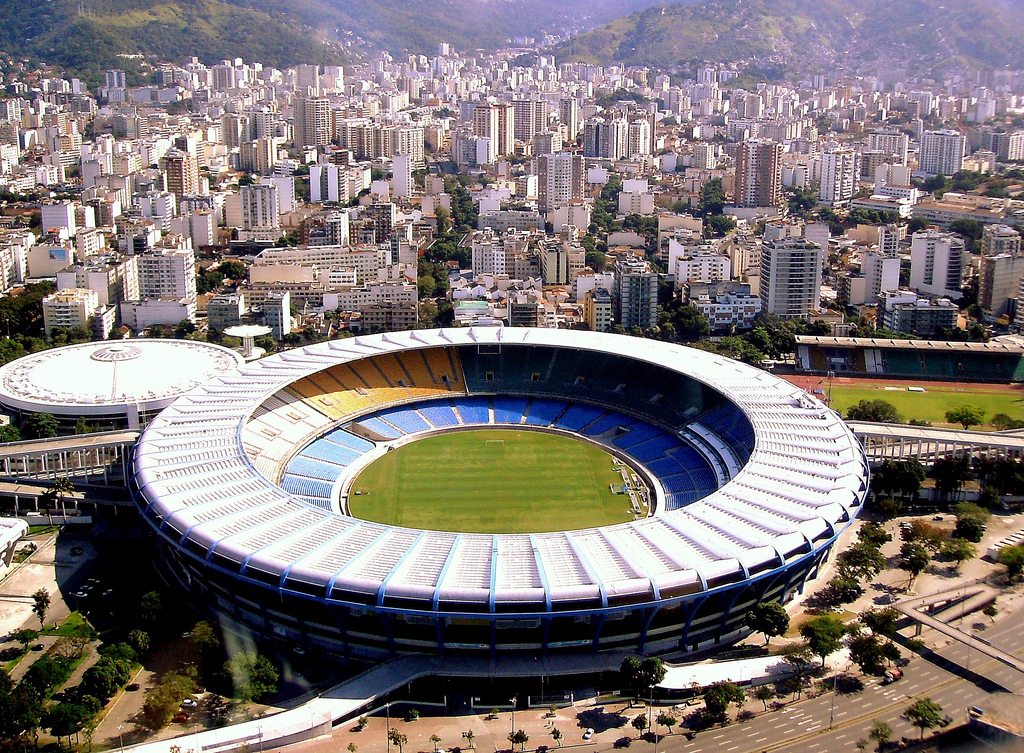
翻新前的馬拉卡納運動場
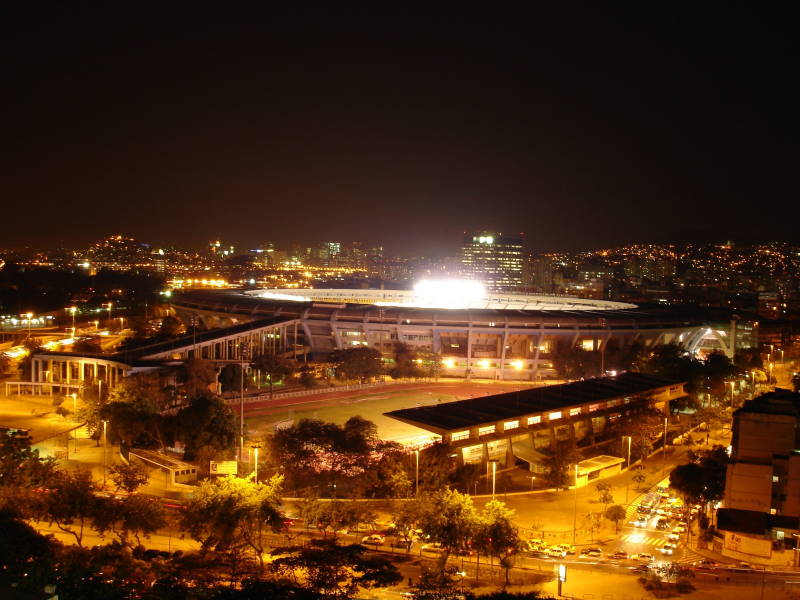
晚間的馬拉卡納運動場
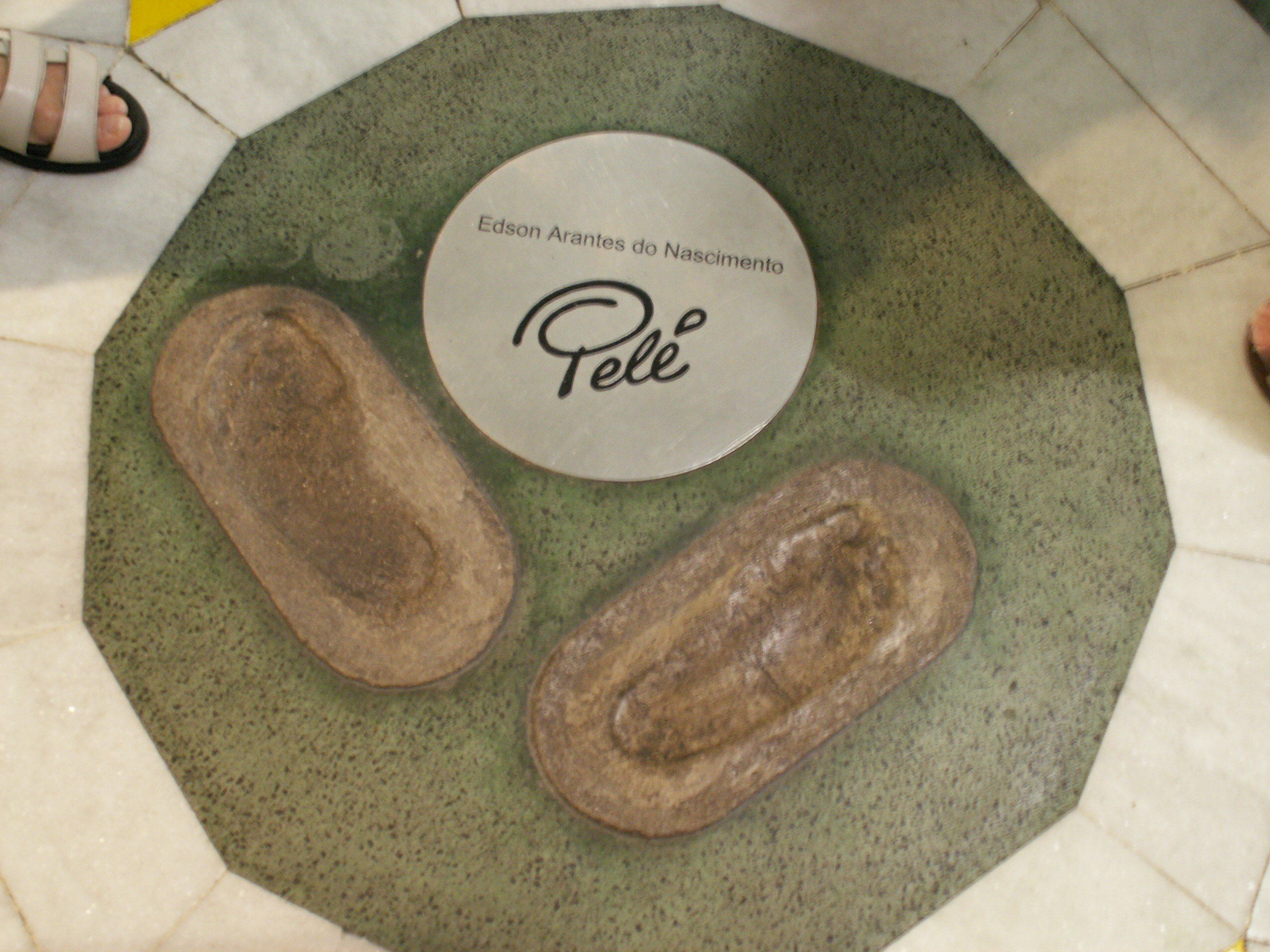
「球王」比利在馬拉簡拿運動場留下的腳印
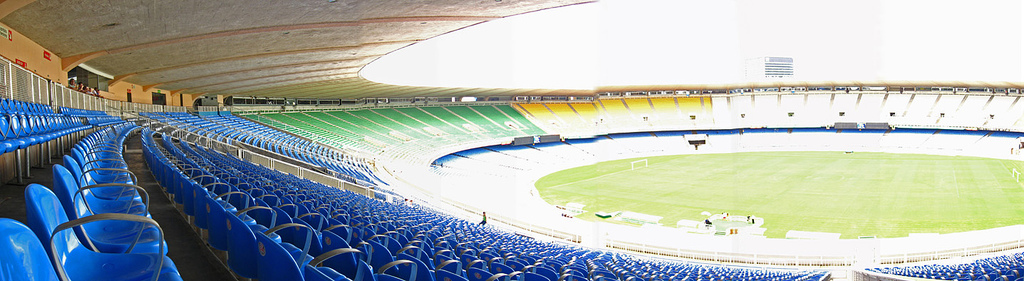
2007年重新啟用的馬拉卡納運動場
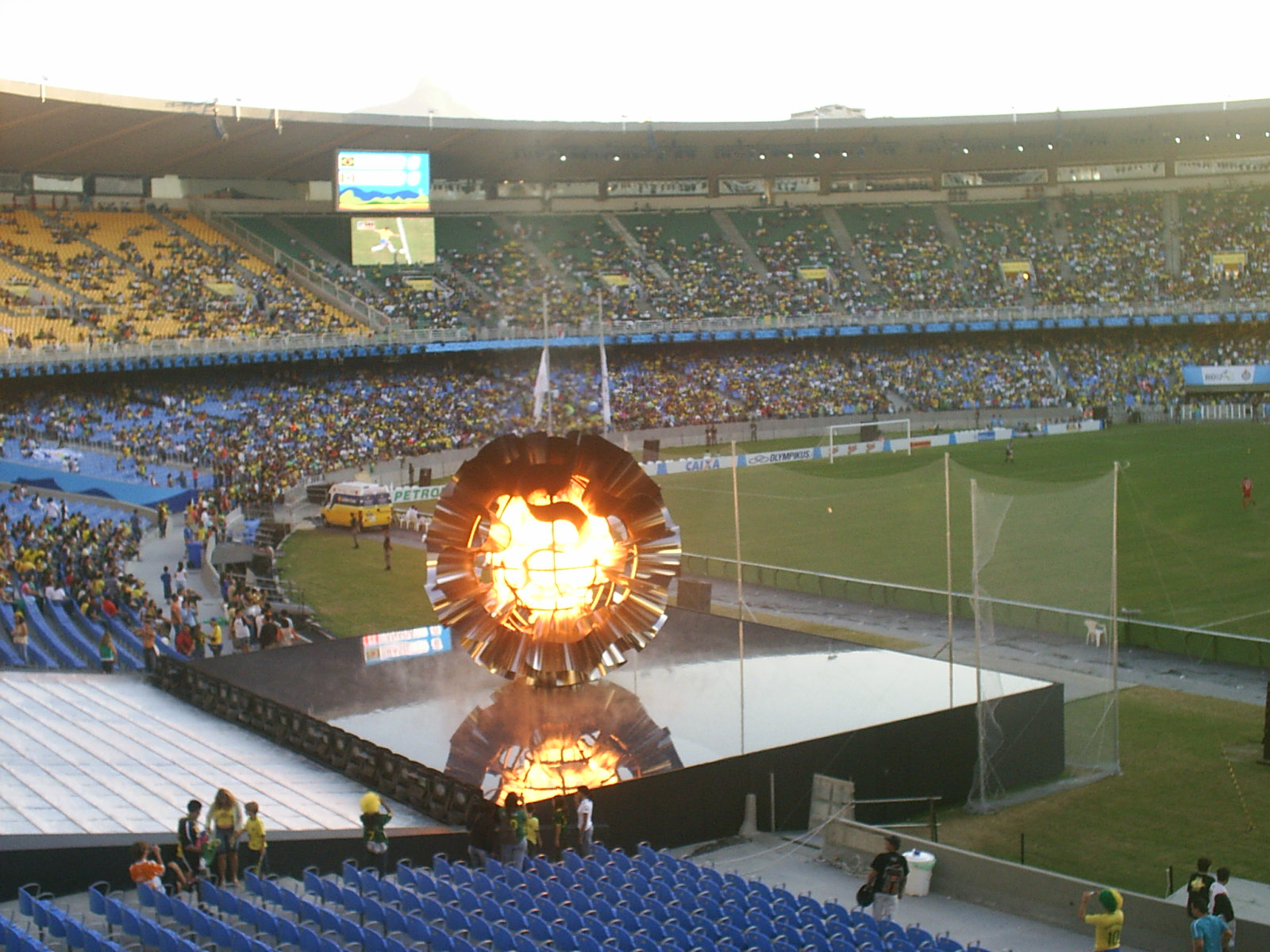
2007年泛美運動會聖火在馬拉卡納運動場點燃著
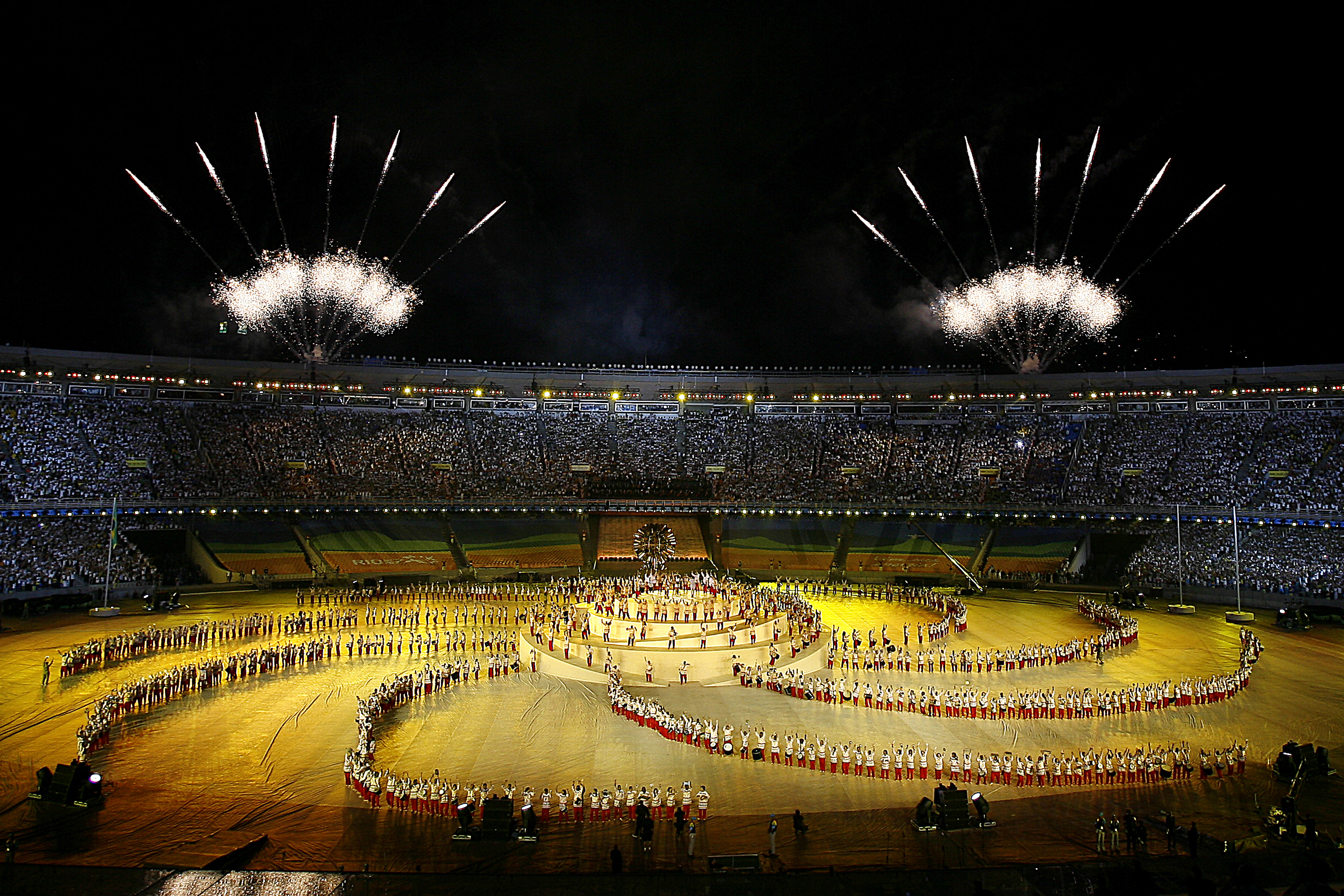
在馬拉卡納運動場舉行的2007年泛美運動會開幕式
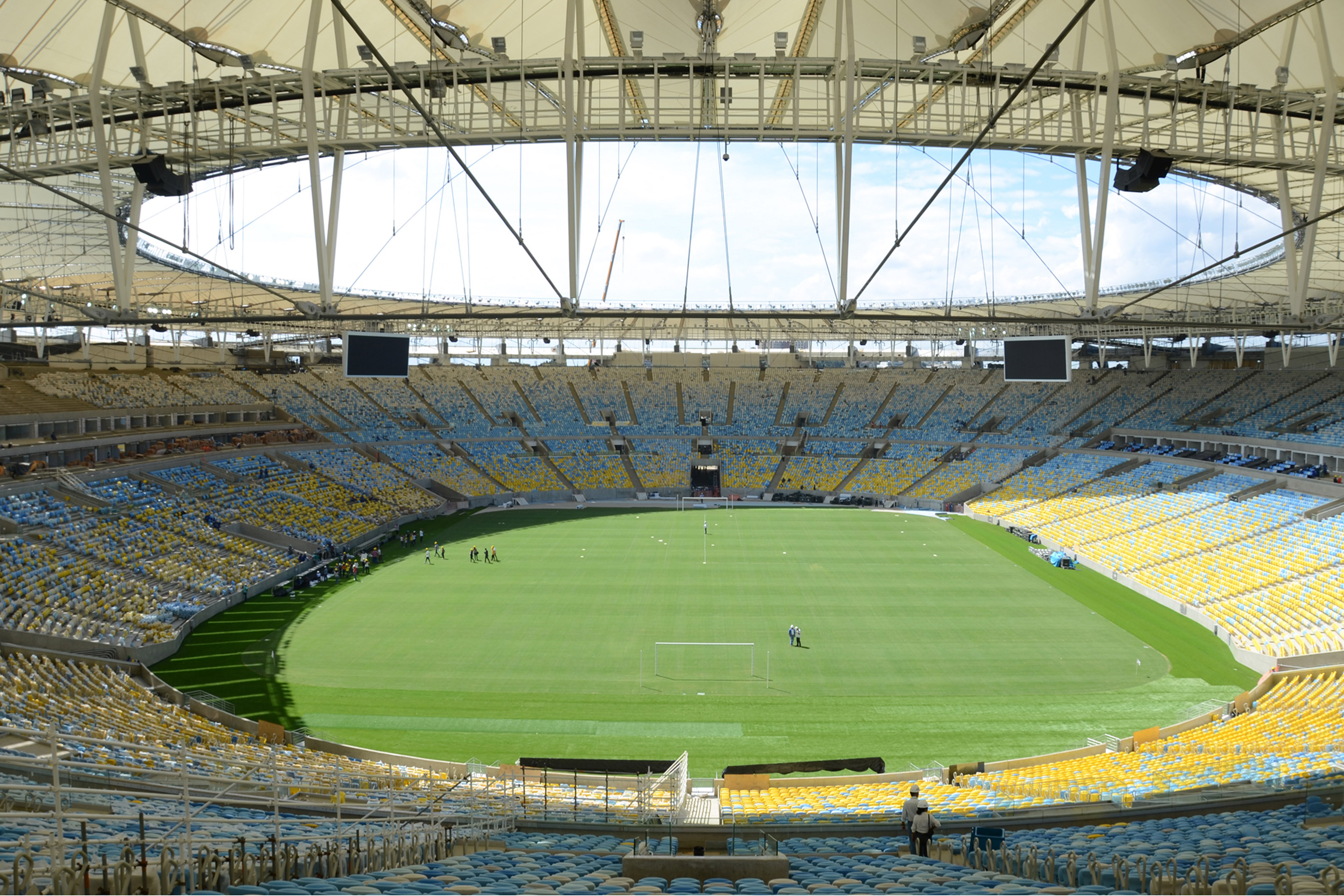
2013年翻新後的馬拉卡納運動場
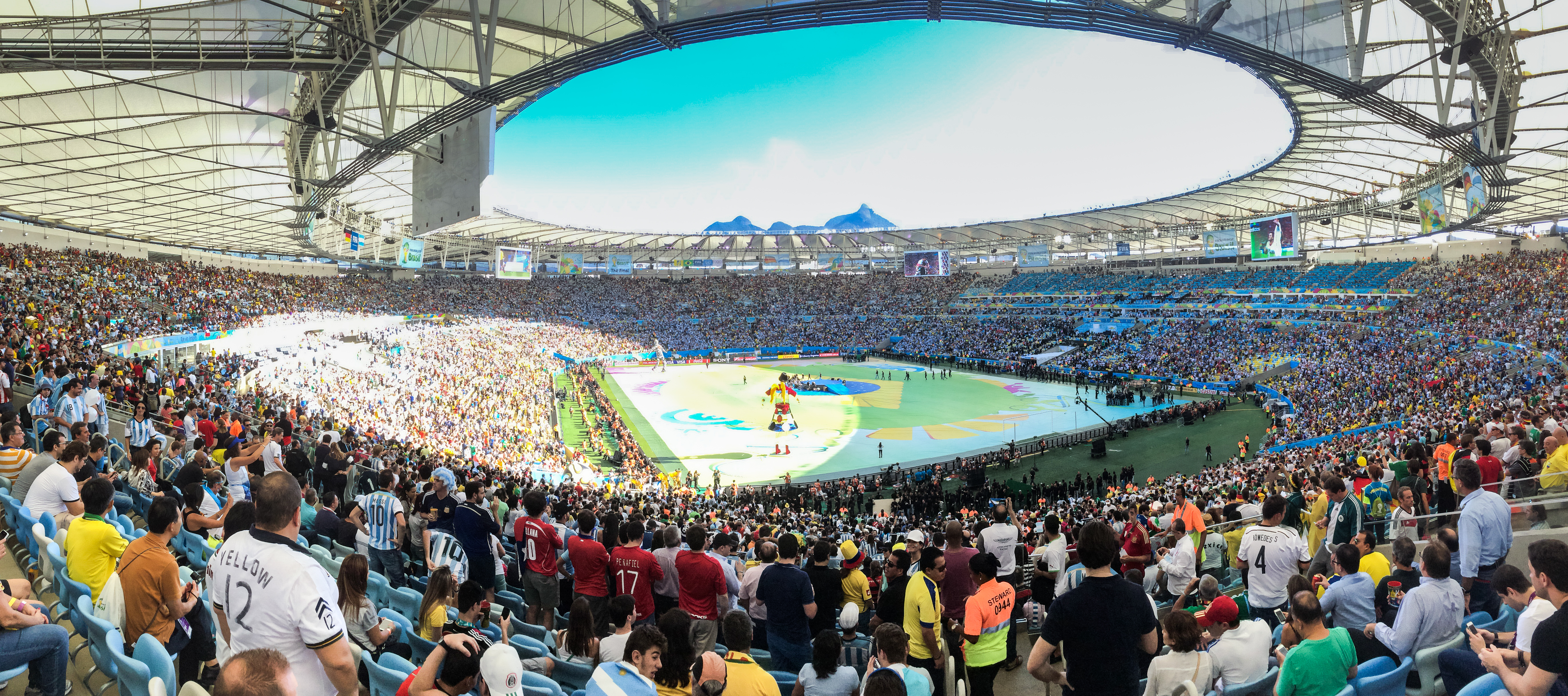
2014年FIFA世界盃閉幕典禮
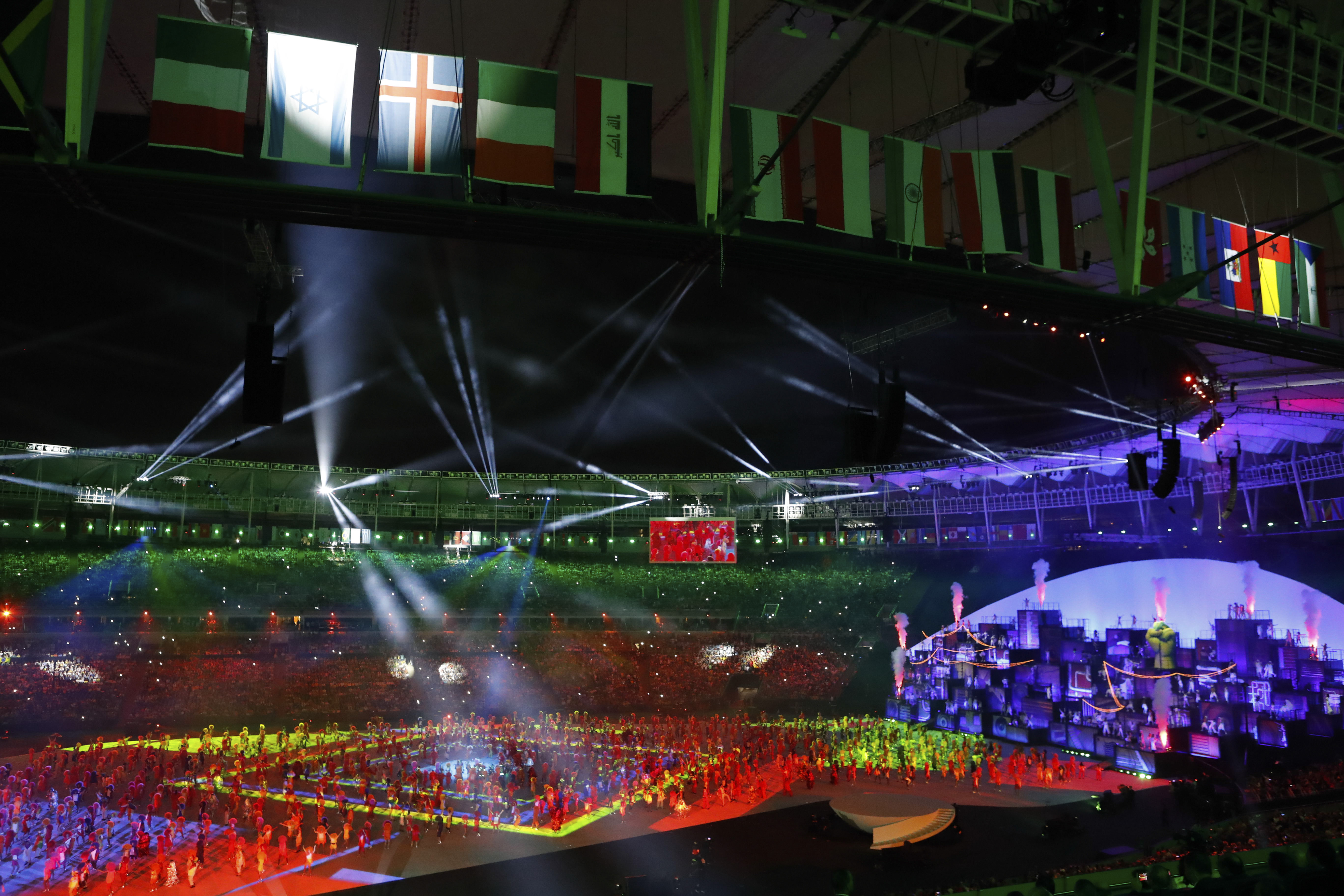
2016年里約奧運會開幕禮

## 外部連結
- 官方网站
- OpenStreetMap上有關馬拉簡拿運動場的地理

| 前任： 科隆布奧林匹克體育場 巴黎                   | 世界盃足球賽 決賽場地 （該場比賽為循環賽的關鍵賽事） 1950 | 繼任： 范可多夫體育場 伯恩           |
| 前任： 紀念碑球場 布宜諾斯艾利斯                   | 美洲盃足球賽 決賽輪賽事 1989                              | 繼任： 國家體育場 聖地亞哥           |
| 前任： 沒有                                        | 國際足總俱樂部世界盃 決賽場地 2000                        | 繼任： 橫濱國際綜合競技場 橫濱       |
| 前任： Estadio Olímpico Juan Pablo Duarte 聖多明哥 | 泛美運動會 開閉幕典禮 2007                                | 繼任： 歐米利菲球場 瓜達拉哈拉       |
| 前任： 埃利斯公園球場 約翰尼斯堡                   | 國際足總洲際國家盃 決賽場地 2013                          | 繼任： 克里斯多福斯基體育場 聖彼得堡 |
| 前任： 足球城體育場 约翰内斯堡                     | 世界盃足球賽 決賽場地 2014                                | 繼任： 卢日尼基体育场 莫斯科         |
| 前任： 奥林匹克体育场 伦敦                         | 夏季奥林匹克运动会 開閉幕典禮 2016                        | 繼任： 新國立競技場 東京             |
| 前任： 温布利球场 伦敦                             | 夏季奥林匹克运动会 足球決賽 2016                          | 繼任： 新國立競技場 東京             |
| 前任： 澳大利亞體育場 雪梨                         | 女子世界盃足球賽 決賽場地 2027                            | 繼任： 待定                          |